# Фрате (Пезаро и Урбино)
Фрате је насеље у Италији у округу Пезаро и Урбино, региону Марке.
Према процени из 2011. у насељу је живело 944 становника. Насеље се налази на надморској висини од 225 м.